# アバンギャルドメタル
アバンギャルドメタル（avant-garde metal）は、ヘヴィメタル、プログレッシブロック、エクストリームメタルから発生したジャンルの一つ。歌唱法としてはデスボイス、デスシャウトを用いることも多い。

## 概要
ヘヴィメタルのサブジャンルの中で最も定義が難しいとされているが、斬新でアバンギャルドな要素を持ち、壮大な実験が行われている場合や、歌唱方法・サウンド・構成・使用楽器・演奏スタイルが型破りなものに使われやすい。また、この呼び方はアトモスフィアリック・メタルや、ポストロックにあやかって名付けられたポストメタルと区別するために使われることもある。
ジャンルのパイオニアにはセルティック・フロスト、BORIS、アース、 ヘルメット、maudlin of the Well、ニューロシス、Sunn O)))、ヴォイヴォドなどがいる。

## 詳細/特徴
スイスのDJイアン・クリステによればその音楽性は、音楽ジャンルによる縛りを解き、前衛音楽、プログレッシヴ・ロック、実験音楽、フリー・ジャズ、ブラック・メタル、電子音楽、グラインドコアなどのジャンルとデスメタルを融合したものである。。
アバンギャルド・メタルはプログレッシブ・メタルとも関連付けられるが、プログレッシブ・メタルが正統派への回帰を目指しより複雑な技法を用いるのに対し、アバンギャルド・メタルは実験的な要素をより濃く表している。アバンギャルド・メタルは風変わりなサウンドを用い、しきたりを破り、そして新たな要素を加えていることが多く、歌詞や視覚効果も多様化している。
Jeff Wagnerは自著Mean Deviationの中で、このようなバンドの間でドラムマシンといった電子打楽器の導入や、女性ボーカルの起用、そしてオペラ風歌唱法の採用などが広がっているが、いずれの要素もセルティック・フロストの影響を受けた者である、と記している。
また、カナダのバンド・ヴォイヴォドも機械的なボーカルや通常あまり使われない拍子、不協和音の効いた常識はずれのギターサウンドなどといった技法への道を切り開き、のちの世代のバンドに影響を与えたことでも知られている。

## 代表的なアーティスト
- アガロク[15]
- Age of Silence[16]
- Akphaezya
- ビトウィーン・ザ・ベリード・アンド・ミー
- Circle Takes the Square
- DIR EN GREY[17]
- DOOM
- Iwrestledabearonce
- Lux Occulta[18]
- Super Junky Monkey
- メシュガー[19]
- Mirrorthrone[20]
- ミサントロプ[21]
- Peccatum[22]
- Portal[23]
- Psyopus[24]
- Unexpect
- Bad Acid Trip
- ワルタリ